# Netelia borealis
Netelia borealis là một loài tò vò trong họ Ichneumonidae.